# Каскадія (зона субдукції)
45° пн. ш. 124° зх. д. / 45° пн. ш. 124° зх. д.
Зона субдукції Каскадія — конвергентна границя, що простягається від північного краю острову Ванкувер у Канаді до Північної Каліфорнії у США. Це дуже довга, похила зона субдукції, в якій плити Дослідника, Хуан де Фука та Горда рухаються на схід та підповзають під значно більшу і переважно континентальну Північноамериканську плиту. Зона змінює ширину та розташована під водою неподалік берега; вона бере початок поблизу мису Мендочіно, Північна Каліфорнія, проходить через прибережну зону штатів Орегон та Вашингтон та закінчується поблизу острова Ванкувер у Британській Колумбії.
Плити Дослідника, Хуан де Фука та Горда — залишки величезної стародавньої плити Фараллон, яка зараз в основному занурена під Північноамериканську плиту. Сама Північноамериканська плита повільно рухається в загальному південно-західному напрямку, наповзаючи на менші плити, а також величезну океанічну Тихоокеанську плиту (яка рухається в північно-західному напрямку) в інших місцях, таких як розлом Сан-Андреас в центральній та південній Каліфорнії.
До тектонічних процесів, що діють в районі зони субдукції Каскадія, належать акреція, субдукція, глибокі землетруси та активний вулканізм Каскадних гір (Каскадська вулканічна дуга). Цей вулканізм включав такі помітні виверження, як гори Мазама (озеро Крейтер) близько 7500 років тому, масиву Гора Мізер (подія ріки Брідж) близько 2350 років тому та гори Сент-Геленс у 1980 році. Серед найбільших міст, на які мають вплив зміни у зоні субдукції, є Ванкувер і Вікторія, Британська Колумбія; Сіетл, штат Вашингтон; і Портленд, штат Орегон.

## Історія

### Усна традиція
Немає тогочасних письмових записів про землетрус у Каскадії 1700 року. Усні легенди з району півострова Оліпмія розповідають про епічну битву між грозовим птахом і китом. У 2005 році сейсмолог Рут Людвін взявся збирати та аналізувати усні тексти різних груп Перших Націй. Оповіді народів Хуу-ай-ах,. Маках, Хох, Квілет, Юрок та Дуваміш згадують землетруси та повені з морською водою. Цей збір даних дозволив дослідникам скласти передбачуваний діапазон дат для події; середина діапазону припала на 1701 р.

### Примарні ліси

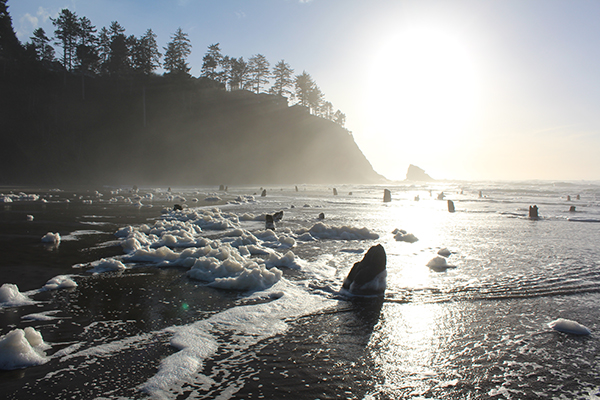
Пні дерев у лісі-привиді Несковін

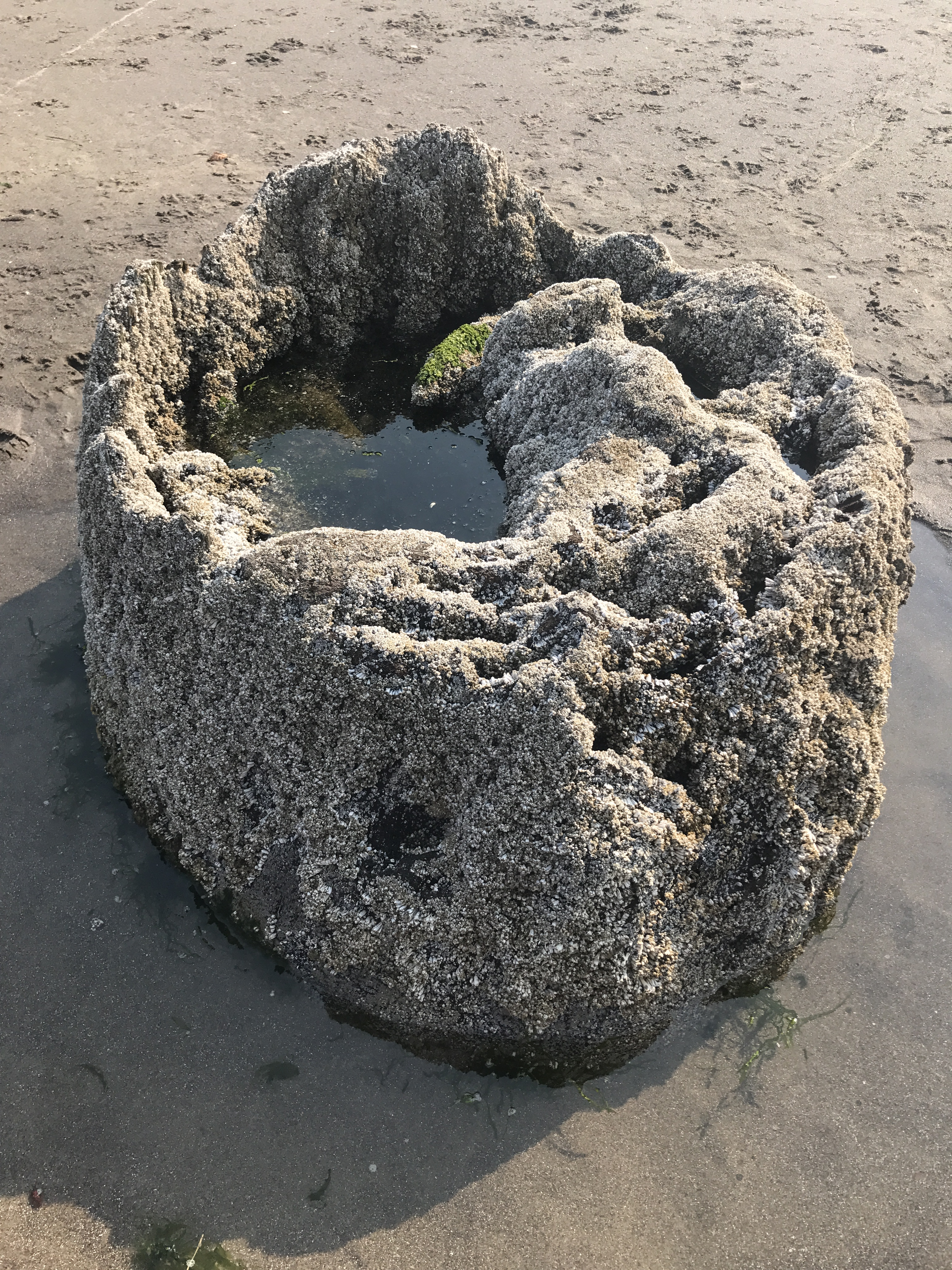
Великий пень, що стирчить з пляжного піску

Під час відливу одного дня в березні 1986 року палеогеолог Брайан Атвотер прокопався вздовж затоки Ніа за допомогою неджірі-гами, маленької ручної мотики. Під верхнім шаром піску він виявив характерну рослину — тризубець, яка росла в шарі болотної землі. Ця знахідка стала свідченням того, що земля раптово затонула нижче рівня моря, в результаті чого солона вода вбила рослинність. Подія сталася настільки швидко, що верхній шар піску припинив доступ повітря, зберігаючи тим самим багатовікові рослини.
У 1987 році Атвотер здійснив чергову експедицію, веслучи на річці Копаліс разом з доктором Девідом Ямагучі, який тоді вивчав виверження гори Сент-Геленс. Пара натрапила на ділянку «лісу-примари», що отримав таку назву через мертві, сірі пні, що залишились стояти після того, як раптове затоплення солоною водою вбило дерева сотні років тому. Спочатку вважалося, що ліс повільно помер через поступовий підйом рівня моря, але при детальному огляді з'явилася інша історія: земля під час землетрусу опустилась на два метри. Спочатку дослідивши смереку за допомогою датування кільцями на деревах, вони виявили, що пні занадто згнили, щоб порахувати всі зовнішні кільця. Однак, дослідивши тую велетенську та порівнявши її із живими екземплярами за кілька метрів від берега, вони змогли зробити припущення про дату загибелі лісу. Кільця існували до 1699 року, що свідчило про те, що інцидент стався незабаром після цього. Кореневі зразки підтвердили їх висновок, звузивши часові рамки до зими 1699—1700 рр.
Як і місцевість знахідки трави трезубець, береги річки Копаліс вистелені шаром болота, а потім шаром піску. Джоді Буржуа та її команда продемонстрували, що піщаний покрив виник не від шторму, а від цунамі.
У 1995 р. міжнародна група під керівництвом Алана Нельсона з USGS підтвердила ці висновки 85 новими зразками з решти Тихоокеанського північного заходу. По всій території Британської Колумбії, штату Вашингтон та Орегону узбережжя знизилось через сильний землетрус і було засипане піском від подальшого цунамі.
Ще один ліс-привид виявив Гордон Джейкобі, дендрохронолог з Колумбійського університету, у 18 метрах під водою в озері Вашингтон. На відміну від інших дерев, вони постраждали від зсуву ґрунту, а не від занурення у розлом під час іншої події близько 900 р. н. е.

### Активність
У 1960-х роках нафтові компанії в Пьюджет-Саунді виявили підземні розломи. Вони вважалися неактивними до 1990-х років.
У 1980-х, геофізики Том Хітон і Хіру Канаморі з Caltech порівнювали загалом тиху Каскадію з більш активними зонами субдукції в інших місцях Вогняного кільця. Вони виявили схожість з розломами в Чилі, на Алясці та в японському прогині Нанкай, місцях, відомих мегаземлетрусами, — висновок, який був сприйнятий скептично іншими геофізиками того часу.

### Цунамі-сирота
Дослідження 1996 року, опубліковане сейсмологом Кенджі Сатаке, доповнило дослідження Атвотера та ін. свідченнями цунамі по Тихому океану. Японські літописи, які фіксують стихійні лиха приблизно з 600-х років н. е., були повідомлення про шістнадцятифутовий цунамі, який обрушився на узбережжя острова Хонсю під час Генроку Оскільки жодного землетрусу не було зафіксовано, вчені назвали це «цунамі-сиротою». Перекладаючи японський календар, Сатаке виявив, що інцидент стався близько опівночі 27–28 січня 1700 року, через десять годин після землетрусу. Таким чином, початковий землетрус силою 9 балів на північному заході Тихого океану стався близько 21:00 за місцевим часом 26 січня 1700 р.

## Геофізика

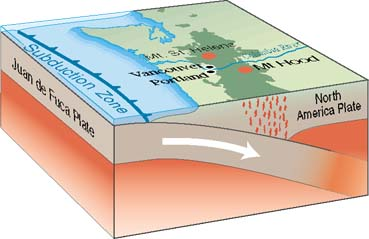
Структура зони субдукції Каскадія

Зона субдукції Каскадії (CSZ) — тисячокілометровий занурювальний розлом, що тягнеться від північної частини острова Ванкувер до мису Мендосіно в північній Каліфорнії. Він розділяє плиту Хуан де Фука та Північноамериканську плиту. Нові ділянки плити Хуан де Фука утворюються під океаном вздовж хребта Хуан де Фука.
Плита Хуана де Фука рухається до Північноамериканської плити і, зрештою, під неї. Зона розділяє плити Хуан де Фука Дослідника, Горда та Північноамериканську плиту. Тут океанічна кора Тихого океану опускається під континент близько 200 мільйонів років, і зараз це робиться із швидкістю приблизно 4 см/рік.
На глибинах, менших 30 км або близько того, зона Каскадія блокується тертям, і напруга повільно наростає по мірі дії сил субдукції, поки сила тертя розлому не буде перевищена, і гірські породи не ковзнуть одна вздовж іншої по лінії розлому в результаті мегаземлетрусу. Нижче глибини інтерфейс плити демонструє епізодичне тремтіння та ковзання.
Ширина зони субдукції Каскадія змінюється вздовж її довжини, залежно від кута зануреної океанічної плити, яка нагрівається, коли вона просувається глибше під материк. Коли край плити опускається і стає більш гарячим і розплавленим, поглинаюча порода з часом втрачає здатність накопичувати механічні навантаження; можуть відбуватись землетруси. На діаграмі Гіндмана і Ванга (не показано, клацніть на посилання нижче) «заблокована» заблокована накопичує енергію для землетрусу, і зона «переходу», хоча і дещо пластична, може розірватися.
Зона субдукції Каскадія тягнеться від трійників на її північному та південному кінцях. На півночі, трохи нижче Хайди Гвай, вона перетинає розлом королеви Шарлотти і хребет Дослідника. На півдні, недалеко від мису Мендосіно в Каліфорнії, вона перетинає розлом Сан-Андреас і зону розлому Мендосіно на трійнику Мендосіно.

## Недавня сейсмічність
Зони субдукції зазнають різних типів землетрусів (або сейсмічності); включаючи повільні землетруси, мегаземлетрус, межплитові землетруси і внутршіньоплитові землетруси. На відміну від інших зон субдукції на Землі, зараз Каскадія має низький рівень сейсмічності і з 26 січня 1700 р. не викликала мегаземлетрусу. Незважаючи на низький рівень сейсмічності порівняно з іншими зонами субдукції, Каскадія демонструє різні типи землетрусів, які реєструються сейсмічними та геодезичними приладами, такими як сейсмографи та приймачі GNSS.
Тремор, тип повільного ковзання розломів, виникає майже на всій довжині Каскадії через рівні інтервали 13-16 місяців. Тремор виникає глибше на поверхні субдукції, ніж заблокована зона, де відбуваються мегаземлетруси. Глибина тремтіння вздовж площини субдукції в Каскадії коливається від 28 км до 45 км і рух настільки повільний, що його не відчувають на поверхні люди або тварини, але його можна виміряти геодезично. Найвища щільність тремтіння у Каскадії спостерігається з півночі штату Вашингтона до півдня острова Ванкувер та півночі Каліфорнії. Тремор Каскадії контролюється за допомогою напівавтоматичної системи виявлення треморів Північно-західної сейсмічної мережі Тихого океану.
Більшість землетрусів, що відбуваються на межі або поблизу меж тектонічних плит, поблизу зони субдукції Каскадія відбуваються в передній дузі Північноамериканської плити, яка наповзає зверху, у штаті Вашингтон, на захід від Каскадної вулканічної дуги та на схід від місця тремтіння. Ці землетруси іноді називають землетрусами кори, і вони здатні завдати значної шкоди через відносно невелику глибину. Такий міжплитовий землетрус магнітуди 7 стався на Сіетлському розломі приблизно навколо 900—930 р.н. е., вінн мав наслідком 3 метри підйому землі та і 4-5 метровий цунамі. Значна кількість землетрусів на передньому дузі також відбувається в північній Каліфорнії. Набагато менше міжплитової сейсмічності спостерігається в штаті Орегоні (порівняно з Вашингтоном та Північною Каліфорнією), хоча в Орегоні спостерігається більше вулканічної активності, ніж у сусідніх штатах.
Внутрішньоплитові землетруси, часто пов'язані із напруженнями субдуктивної плити на ковергентних границях, найчастіше трапляються в північній Каскадії вздовж західного узбережжя острова Ванкувер і в Пьюджет-Саунд, а також у південній Каскадії в глибокій субдукуючій плиті Горда, неподалік від морського трійника Мендочіно у морі поблизу Північної Каліфорнії. Землетрус 1949 року в Олімпії був внутрішньоплитовим землетрусом магнітудою 6,7, який стався на глибині 52 км і спричинив 8 смертей. Іншим помітним внутрішньоплитовим землетрусом у регіоні Пьюджет-Саунд став землетрус магнітудою 6,8 балів 2001 року. Внутрішньоплитові землетруси в Каскадії трапляються в районах, де субдукуюча плита має високу кривизну. Більша частина сейсмічності, що виникає біля узбережжя північної Каліфорнії, зумовлена внутрішньоплитовою деформацією в межах плити Горда. Подібно до розподілу міжплитових землетрусів у Каскадії, внутрішньплитові землетруси також не часті в Орегоні.

## Мегаземлетруси

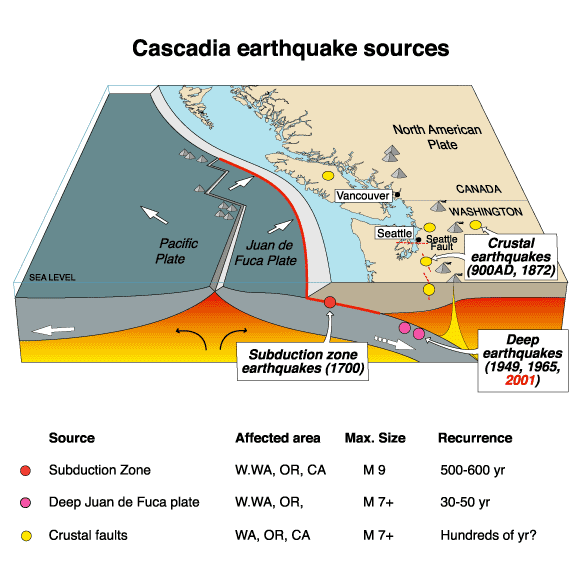
3D блок зони субдукції Каскадія з джерелами землетрусів

### Ефекти землетрусу
Мегаземлетрус є найбільш потужним землетрусом і може перевищувати магнітуду 9,0. Вони виникають, коли в «заблокованій» зоні розлому накопичується достатньо енергії (напруги), щоб викликати розрив. Сила мегаземлетрусу пропорційна довжині розриву вздовж розлому. Зона субдукції Каскадія, яка утворює межу між плитами Хуан де Фука та Північноамериканською, є дуже довгим похилим розломом, що простягається від середини острова Ванкувер до Північної Каліфорнії.
Через велику довжину розлому зона субдукції Каскадія здатна спричинити дуже великі землетруси, якщо розрив відбудеться по всій довжині. Термальні та деформаційні дослідження показують, що область 60 кілометрів вниз (на схід) від фронту деформації (там, де починається деформація плити) повністю заблокована (плити не рухаються одна повз іншу). Далі вниз відбувається перехід від повного блоку до асейсмічного ковзання.
У 1999 році група моніторингових приладів безперервного глобального позиціонування зареєструвала короткий зворотній руху приблизно на 2 сантиметри на ділянці розміром 50 кілометрів на 300 кілометрів. Рух був еквівалентом землетрусу магнітудою 6,7 бала. Цей рух не спричинив землетрусу і був виявлений лише як безшумні, не землетрусні сейсмічні явища.
У 2004 році дослідження, проведене Геологічним товариством Америки, проаналізувало потенціал просідання земель уздовж зони субдукції Каскадія. За результатами дослідження стверджується, що кілька міст на західному узбережжі острова Ванкувер, таких як Тофіно та Юклулет, перебувають під загрозою раптового просідання землі на 1-2 метри при землетрусі.

### Зв'язок з розломом Сан-Андреас
Дослідження минулих слідів землетрусів як на північній частині розлому Сан-Андреас, і на південній зоні субдукції Каскадія вказують на кореляцію в часі, що може бути свідченням того, що землетруси в зоні субдукції Каскадія могли спричинити більшість найбільших землетрусів на північній частині Сан-Андреаса протягом щонайменше останніх 3000 років або близько того. Докази також показують напрямок розриву, що йде із півночі на південь у кожній із цих часових подій. Втім, землетрус у Сан-Франциско 1906 року був великим винятком із цього зв'язку, оскільки йому не передував значний землетрус у Каскадії.

### Датування землетрусів
| Дата (розрахунково)               | Дата (розрахунково)               | Інтервал до попереднього |
| Праця 2005 р.                     | Праця 2003 р.                     | (років)                  |
| --------------------------------- | --------------------------------- | ------------------------ |
| близько 21:00, 26 січня 1700 (NS) | близько 21:00, 26 січня 1700 (NS) | 780                      |
| 780–1190 рр. н.е.                 | 880–960 рр. н.е.                  | 210                      |
| 690–730 рр.н.е.                   | 550–750 рр.н.е.                   | 330                      |
| 350–420 рр.н.е.                   | 250–320 рр.н.е.                   | 910                      |
| 660–440 рр. до н.е.               | 610–450 рр. до н.е.               | 400                      |
| 980–890 рр. до н.е.               | 910–780 рр. до н.е.               | 250                      |
| 1440–1340 рр. до н.е.             | 1150–1220 рр. до н.е.             | невідомо                 |

Останнім відомим великим землетрусом на північному заході був землетрус у Каскадії 1700 року. Геологічні дані свідчать, що за останні 3500 років сильні землетруси (> 8 балів) могли траплятися епізодично принаймні сім разів, що свідчить про час повернення близько 500 років. Дані морської кори вказують на те, що протягом останніх 10 000 років у зоні субдукції Каскадії був сорок один землетрус у зоні субдукції, що свідчить про загальний середній інтервал повторень землетрусів лише 243 роки. З цих 41, дев'ятнадцять спричинили «повний розрив межі», при якому відкривається весь розлом. Для порівняння, подібні зони субдукції у світі зазвичай мають такі землетруси кожні 100—200 років; довший інтервал тут може свідчити про надзвичайно велике накопичення напруги та подальший незвично великий рух землі при землетрусі.
Існують також докази існування цунамі при кожному землетрусі. Одним із вагомих доказів цих землетрусів є збіжні терміни пошкодження скам'янілостей внаслідок цунамі на Тихоокеанському північному заході та історичні японські записи про цунамі.
Очікується, що наступний розрив зони субдукції Каскадія зможе спричинити велике руйнування на всьому Тихоокеанському північному заході.

### Прогнози наступного великого землетрусу
До 1980-х років вчені вважали, що зона субдукції не спричиняла таких землетрусів, як інші зони субдукції у всьому світі, але дослідження Брайана Атуотера і Кенджі Сатаке зв'язали дані про велике цунамі на узбережжі штату Вашингтон з документацією про цунамі-сироту в Японії (цунамі без землетрусу). Дві частини головоломки були пов'язані, і тоді вони зрозуміли, що зона субдукції є більш небезпечною, ніж передбачалося раніше.
У 2009 році деякі геологи передбачали 10–14 %-імовірність того, що зона субдукції Каскадія призведе до події величиною 9,0 або вище протягом наступних 50 років. У 2010 році дослідження показали, що ймовірність може сягати 37 % для землетрусів силою 8,0 балів і вище.
25 січня 2023 року, група дослідників на сторінках наукового журналу Science Advances, повідомили про занепокоєння, яке викликає у них виявлений отвір з джерелом на дні Тихого океану, який вони назвали "Оазою Піфії". Вони припускають, що якщо з розлому до відкритого океану витече занадто багато рідини, великій частині США може загрожувати надпотужний землетрус, адже витік рідини відбувається у зоні субдукції Каскадії, тобто місці, де дві тектонічні плити, що складають земну кору, зустрічаються і ковзають одна повз одну. Рідина ж, яка витікає через розлом, як припускають вчені, слугує своєрідним мастилом між цими плитами, яке забезпечує їм гладкий рух.
Геологи та інженери-будівельники загалом визначили, що регіони суходолу Північно-західного Тихого океану недостатньо підготовлені до такого колосального землетрусу. Очікується, що землетрус буде схожий на землетрус і цунамі в Тохоку 2011 року, оскільки розрив, як очікується, буде таким же, як землетрус і цунамі в Індійському океані 2004 року. Отримане цунамі може досягти висоти приблизно 30 метрів. За оцінками FEMA, близько 13 000 людей можуть загинути від такої події, ще 27 000 — отримати поранення. За прогнозами, мільйон людей будуть переміщені, ще 2,5 мільйона потребуватимуть їжі та води Інші аналізи прогнозують, що навіть землетрус магнітудою 6,7 балів в Сіетлі призведе до 7700 загиблих та поранених, збитків на 33 млрд доларів, серйозних пошкоджень або руйнувань 39 000 будівель та 130 одночасних пожеж..

## Каскадна вулканічна дуга

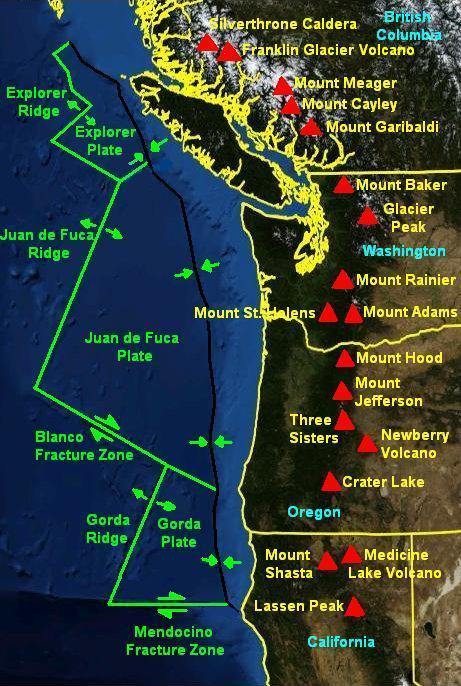
Потрійні перехрестя Хуана де Фука та Каскадна вулканічна дуга

Каскадна вулканічна дуга — це континентальна вулканічна дуга, що простягається від північної Каліфорнії до прибережжя півострова Аляска. Дуга складається з ряду стратовулканів Четвертинного періоду, що виросли згори вже існуючих геологічних матеріалів, що варіювали від міоценових вулканів до криги льодовиків. Каскадна вулканічна дуга розташована приблизно на 100 км від берега вглиб суші і утворює ланцюг вершин з півночі на південь, що в середньому перевищують 3000 м.н.м. у висоті. Основні вершини з півдня на північ включають:
- Пік Лассен і гора Шаста (Каліфорнія);
- озеро Крейтер (Мазама), Три сестри, гора Джефферсон, Маунт-Худ (Орегон);
- гори Адамс, Сент-Геленс, Рейнір, Глейшер-Пік, Бейкер (штат Вашингтон);
- Гора Гарібальді та гірський масив Мізер (Британська Колумбія).

До найактивніших вулканів у ланцюзі належать гора Сент-Геленс, гора Бейкер, пік Лассен, гора Шаста та гора Худ. Гора Сент-Геленс привернула увагу усього світу, коли вона катастрофічно вибухнула 1980 року. Сент-Хеленс продовжує буркотіти, хоч і тихіше, періодично випускаючи шлейфи пари і відчуваючи невеликі землетруси, що є ознаками продовження магматичної активності.
Більшість вулканів мають головний центральний вентиляційний отвір, з якого відбулися найновіші виверження. Піки складаються з шарів затверділої магми, від андезитової до дацитової, та більш кременистого (і вибухонебезпечного) риолиту.